# Savigna
Savigna és un municipi francès situat al departament del Jura i a la regió de Borgonya - Franc Comtat. L'any 2007 tenia 104 habitants.

## Demografia

### Població
El 2007 la població de fet de Savigna era de 104 persones. Hi havia 48 famílies de les quals 20 eren unipersonals (8 homes vivint sols i 12 dones vivint soles), 12 parelles sense fills i 16 parelles amb fills.
La població ha evolucionat segons el següent gràfic:
Habitants censats

### Habitatges
El 2007 hi havia 70 habitatges, 50 eren l'habitatge principal de la família, 14 eren segones residències i 6 estaven desocupats. 68 eren cases i 2 eren apartaments. Dels 50 habitatges principals, 41 estaven ocupats pels seus propietaris, 8 estaven llogats i ocupats pels llogaters i 1 estava cedit a títol gratuït; 9 tenien tres cambres, 14 en tenien quatre i 27 en tenien cinc o més. 45 habitatges disposaven pel capbaix d'una plaça de pàrquing. A 19 habitatges hi havia un automòbil i a 25 n'hi havia dos o més.

### Piràmide de població
La piràmide de població per edats i sexe el 2009 era:
| Homes | Edats   | Dones |
| ----- | ------- | ----- |
| 0     | 95 o +  | 0     |
| 0     | 90 a 94 | 0     |
| 0     | 85 a 89 | 0     |
| 4     | 80 a 84 | 0     |
| 8     | 75 a 79 | 4     |
| 8     | 70 a 74 | 8     |
| 0     | 65 a 69 | 12    |
| 4     | 60 a 64 | 0     |
| 0     | 55 a 59 | 4     |
| 0     | 50 a 54 | 8     |
| 4     | 45 a 49 | 4     |
| 8     | 40 a 44 | 4     |
| 4     | 35 a 39 | 4     |
| 8     | 30 a 34 | 0     |
| 0     | 25 a 29 | 0     |
| 0     | 20 a 24 | 0     |
| 0     | 15 a 19 | 0     |
| 0     | 10 a 14 | 20    |
| 4     | 5 a 9   | 4     |
| 4     | 0 a 4   | 0     |

## Economia
El 2007 la població en edat de treballar era de 59 persones, 46 eren actives i 13 eren inactives. De les 46 persones actives 45 estaven ocupades (25 homes i 20 dones) i 1 aturada (1 home). De les 13 persones inactives 8 estaven jubilades, 4 estaven estudiant i 1 estava classificada com a «altres inactius».

### Ingressos
El 2009 a Savigna hi havia 55 unitats fiscals que integraven 112,5 persones, la mediana anual d'ingressos fiscals per persona era de 16.577 €.

### Activitats econòmiques
L'únic establiment que hi havia el 2007 era d'una empresa de construcció.
L'únic servei als particulars que hi havia el 2009 era un electricista.
L'any 2000 a Savigna hi havia 8 explotacions agrícoles que ocupaven un total de 445 hectàrees.

## Poblacions més properes
El següent diagrama mostra les poblacions més properes.